# 3-й Гайдамацький піхотний полк
Гайдамацький Кіш Слобідської України — військова частина у складі Армії УНР. Остаточно сформована в січні 1918 року Симоном Петлюрою, який став його отаманом.

## Формування
Згідно зі споминами М. Чеботарьова, початкову основу формування склали 200—250 вояків-добровольців з 2-го Українського запасного полку Омеляна Волоха (створеного шляхом українізації дислокованого в Харкові 28-го запасного піхотного полку Російської імператорської армії), яким вдалося вийти з бою з прибулими до міста більшовиками-«антоновцями» не ушкодженими та уникнути роззброєння.
Після роззброєння полку 10 січня Волох з півсотнею офіцерів виїхав до Полтави. У Полтаві Волох почав формувати нову частину для боротьби з більшовиками. До свого загону він приєднав юнкерів з Полтавської й Чугуївської школи та козаків 1-го Українського козацького кінно-навчального полку на чолі з Гомзіним Борисом. Цей зведений полк Волох назвав Гайдамацький кіш Слобідської України.
Частини з яких сформували кіш:
- 1-й Український козацький кінно-навчальний полк — Гомзин Борис Володимирович
- 1-й Запорізький полк — Захарчук Святослав Косьмич
- 2-й Український запасний полк — Волох Омелян Іванович

Після боїв за Гребінку харківський загін Волоха утворив підрозділ «курінь червоних гайдамаків». В Києві з добровольців 2-ї піхотної юнацької школи (колишньої 2-ї Київської школи прапорщиків) Симоном Петлюрою було зрекрутовано «курінь чорних гайдамаків» (до 150 вояк). Назву підрозділи отримали згідно з кольорами шликів. Першою спільною військовою акцією кошу, разом з сотнею Січових стрільців Романа Сушко, були бої за станцію Кононівка.
Окрім куренів червоних і чорних гайдамаків, формація у своєму складі мала кінну отаманську сотню та гарматний дивізіон (начальник артилерії — Георгій Афанасьєв). Особовий склад коша, окрім добровольців, складався у тому числі зі старшин і козаків київських військових шкіл. Кіш відзначився у зимових боях 1918 року під час вмиротворення Січневого повстання та оборони Києва від військ більшовиків. Перший курінь здебільшого складали досвідчені солдати-фронтовики. Їх уніформу початково складали шапка з червоним шликом, червоні шкіряні штани та жовтий кожушок.
Курінь «чорних гайдамаків» комплектувався з юнкерів 2-ї піхотної юнацької школи, які добровільно зголосилися стати на службу в українську армію. Курінь «червоних» гайдамаків формувався з добровольців — офіцерів Російської імператорської армії, які перейшли на службу до армії УНР, та з юнкерів київських військових шкіл.

### Бої за Донбас
У березні 1918 року Кіш перейменували на Гайдамацький піхотний полк (командир — полковник Володимир Сікевич) та включили до складу Запорізького корпусу.
У червні 1918 року полк переформували в Гайдамацьку бригаду з гарматним дивізіоном та кінною сотнею. Командував бригадою Омелян Волох. У листопаді 1918 січні 1919 року гайдамацькі частини розташовувалися в районі Бахмут — Яма — Лиман — Ниркове, який контролювали.

## Командування
- грудень 1917 — березень 1918 — Петлюра Симон Васильович

- березень 1918 — червень 1918 — Сікевич Володимир Васильович

- червень 1918 — липень 1918 — Волох Омелян Іванович

- липень 1918 — листопада 1918 — Сильванский Микола Михайлович

- 1919 — Виноградів Юрій

- 16 листопада 1918—1920 — Волох Омелян Іванович

## Склад
грудень 1917
- 1-й курінь Чорних гайдамаків — Блаватний Никифор
- 1-й юнкерський курінь гайдамаків
- 1-й курінь Червоних гайдамаків — Волох, Омелян Іванович

січень 1918
- 1-й курінь Чорних гайдамаків — Блаватний, Никифор
- 1-й курінь Червоних гайдамаків — Волох, Омелян Іванович Кінна сотня — Ляхович
- 1-я Сотня січових стрільців — Сушко, Роман Кирилович
- 1-й Гайдамацький гарматний дивізіон — Смовков К.

червень 1918
- 1-й курінь Чорних гайдамаків — Блаватний, Никифор
- 1-й курінь Червоних гайдамаків — Волох, Омелян Іванович
- Кінна сотня — Ляхович
- 1-й Гайдамацький гарматний дивізіон — Смовков К.

## Військовики коша
- Абриньба Дмитро Ілліч (з кінця листопада 1917 року) — командир Гайдамацького куреня у Катеринославі;
- Байло Сергій Ілліч (з січня 1918 року) — ад'ютант командира коша;
- Блаватний Никифор Іванович — командир куреня Чорних гайдамаків;
- Волох Омелян Іванович — командир Гайдамацької бригади;
- Гомзин Борис Володимирович — старшина куреня Червоних гайдамаків;
- Дельвіг Сергій Миколайович — начальник артилерії;
- Довженко Олександр Петрович — вояк куреня Чорних гайдамаків;
- Дмитріюк Василь Романович — лікар Гайдамацького коша;
- Захарчук Святослав Косьмич — старшина 1-ї сотні куреня Червоних гайдамаків;
- Кирей Василь Тадейович — начальник артилерії (листопад-грудень 1917);
- Сливинський Олександр Володимирович — начштабу;
- Смовський Костянтин Авдійович — ком. гарматної батареї;
- Овчаренко Леонтій — командир броньованих частин;
- Сікевич Володимир Васильович — командир Гайдамацького піхотного полку;
- Чорний Сергій Іванович — командир батареї;
- Шпилинський Олександр Опанасович — молодший старшина Наливайківської сотні;
- Удовиченко Микола Іванович — начальник розвідчого відділу